# Judo al X Festival olimpico estivo della gioventù europea
Le competizioni di judo al X Festival olimpico estivo della gioventù europea si sono svolte dal 19 al 24 luglio 2009 a Tampere, in Finlandia

## Podi

### Ragazzi
| Evento | Oro              | Argento             | Bronzo                             |
| –50 kg | Kamran Baghirov  | Garik Harutyunyan   | Sefa Gul Dmytro Atanov             |
| –55 kg | Ahmet Sahin Kaba | Mihails Steinbuks   | Lukhumi Chkvimiani Andriy Kushkov  |
| –60 kg | Magomed Akhmarov | Beka Tugushi        | Mahir Jafarli Georgios Azoidis     |
| –66 kg | Jalil Jalilov    | Valentin Larasser   | Daniel Lyon Ilija Ciganovic        |
| –73 kg | Imranbek Gabasov | Marcin Witkowski    | Tadej Mulec Mher Tavakalyan        |
| –81 kg | Árpád Szakács    | Levani Ruadze       | Gergő Fogarasy Peter Pfistermüller |
| –90 kg | Toma Nikiforov   | Zilvinas Lekavicius | Jakub Zakrzewski Jurica Katic      |
| +90 kg | Sulim Dovtukaev  | Andrii Kolesnyk     | Atanas Kostadinov Pierre Cavaletti |

### Ragazze
| Evento | Oro               | Argento              | Bronzo                            |
| –44 kg | Laura Prince      | Alessa Sommer        | Barbara Batizi Verena Nizamova    |
| –48 kg | Odette Giuffrida  | Darya Mezhetskaya    | Christine Huck Maja Rasinska      |
| –52 kg | Nataliya Ilkiv    | Shafag Muradzade     | Andrea Krisandova Fabienne Kocher |
| –57 kg | Veronika Romanko  | Jelena Dukic         | Adi Zlochenko Kateryna Lyalina    |
| –63 kg | Szaundra Diedrich | Michelle Schellekens | Lise Luyckfasseel Amy Livesey     |
| –70 kg | Lola Mansour      | Valeria Ferrari      | Ivana Jandric Weronika Czempik    |
| +70 kg | Aroa Martin       | Christin Eberhard    | Miriiti Lenoir Esmee Van Sloten   |